# 薛澜
薛澜（1959年—），男，北京人，现任清华大学苏世民书院院长，清华大学文科资深教授、博士生导师。